# Rescue Raiders
Rescue Raiders est un jeu vidéo de d’arcade de type shoot 'em up, dans le style de Choplifter, développé et publié par Sir-Tech en 1984. Lors des phases d’arcade, le joueur y pilote un hélicoptère, à l’aide d’un joystick, qui peut tirer à la mitrailleuse, lâcher des bombes et lancer des missiles. Le jeu inclut également une dimension stratégique. Le joueur doit en effet gérer son budget afin d’acquérir différents engins de guerre susceptibles de l’aider, comme des chars d’assaut, de l’infanterie, des ingénieurs, des camions lance-missiles et un hélicoptère de rechange,,,.